# Naga City

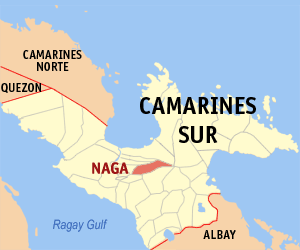
Naga Citys läge i provinsen Camarines Sur.

Naga City är en stad i Filippinerna som ligger i provinsen Camarines Sur i Bikolregionen. Den har 174 931 invånare (folkräkning 1 maj 2010).
Staden är indelad i 27 smådistrikt, barangayer, varav samtliga är klassificerade som tätortsdistrikt.

### Fotnoter
1. ↑  "2010 Bicol Region - Naga City", pdf sid.50. National Statistics Office (Philippines). Läst 9 maj 2016.